# Seloutky
Seloutky település Csehországban, a Prostějovi járásban. Seloutky Alojzov, Mostkovice, Určice, Krumsín és Prostějov településekkel határos. Lakosainak száma 529 fő (2024. január 1.).

## Népesség
A település lakosságának változását az alábbi diagram mutatja:
| Lakosok száma | 437  | 505  | 558  | 543  | 462  | 495  | 511  | 527  | 508  | 529  |
|               | 1869 | 1900 | 1921 | 1961 | 1980 | 2011 | 2016 | 2019 | 2021 | 2024 |